# EMachines
eMachines — бренд бюджетних комп'ютерів, що існував в 1998—2013 роках. У 2004 році його придбала компанія Gateway, Inc., яка, у свою чергу, в 2007 році була придбана компанією Acer.

## Основні події

### 1998
- Заснування компанії як спільного підприємства південнокорейських компаній Korea Data Systems і TriGem[1].
- Розробка бюджетних настільних комп'ютерів[2].

### 1999—2003
- Ріст популярності серед домашніх користувачів.
- Розширення ринку на США та Європу. До березня 1999 року компанія займала четверте місце в рейтингу продажів комп'ютерів у США з часткою ринку 9,9 %[3].

### 2004
- Придбання компанією Gateway, Inc.[4].

### 2007
- Gateway разом із eMachines стала частиною Acer Inc.[5].

### 2013
- Офіційне припинення існування бренду eMachines[6].

## Особливості
- Орієнтація на масовий ринок.
- Низька ціна при прийнятній якості.
- Простота у використанні, зручність для початківців.

## Спадщина
eMachines залишив помітний слід на ринку бюджетної техніки, сприяючи зростанню доступності комп'ютерів для масового споживача. Хоч бренд припинив існування у 2013 році, його ідеї та спадщина залишаються важливими у контексті історії комп'ютерної індустрії.